# Lista de treinadores do Real Madrid Club de Fútbol
A lista de treinadores do Real Madrid Club de Fútbol é vasta, com 19 treinadores de diferentes nacionalidades, além dos espanhóis. contam com argentinos, uruguaios, portugueses, italianos, chilenos, brasileiros, entre outros.
O primeiro treinador foi o inglês Arthur Johnson, que também foi um dos fundadores do clube e depois diretor, que junto com Adolfo Meléndez, foram os que mais treinaram a equipe espanhola.
O mais bem sucedido, em termos de troféus conquistados é Miguel Muñoz, que ganhou nove vezes o Campeonato Espanhol, duas Copa do Rei e Liga dos Campeões da Europa, além de uma Taça Intercontinental.

## Ordem cronológica
| Treinador                 | País                | De                      | Até                     | J   | V   | E   | D   | GP   | GC  | %     | Títulos |
| ------------------------- | ------------------- | ----------------------- | ----------------------- | --- | --- | --- | --- | ---- | --- | ----- | --- |
| Arthur Johnson            | Irlanda             | 1910                    | 1920                    | 23  | 11  | 3   | 9   | 48   | 39  | 47,83 | 1 Copa do Rei |
| Juan de Cárcer            | Espanha             | 1920                    | 1926                    | 22  | 10  | 2   | 10  | 38   | 45  | 45,45 | |
| Pedro Llorente (interino) | Espanha             | 1926                    | 1926                    | 0   | 0   | 0   | 0   | 0    | 0   | —     | |
| Santiago Bernabéu         | Espanha             | 1926                    | 1927                    | 8   | 5   | 0   | 3   | 31   | 15  | 62,50 | |
| José Berraondo            | Espanha             | 1927                    | 1929                    | 41  | 27  | 4   | 10  | 115  | 58  | 65,85 | |
| José Quirante             | Espanha             | 1929                    | 1930                    | 18  | 7   | 3   | 8   | 45   | 42  | 38,89 | |
| Lippo Hertzka             | Hungria             | 1930                    | 1932                    | 52  | 26  | 15  | 11  | 95   | 58  | 50,00 | 1 La Liga |
| Robert Firth              | Inglaterra          | 1932                    | 1934                    | 45  | 30  | 5   | 10  | 126  | 52  | 66,67 | 1 La Liga |
| Francisco Bru             | Espanha             | 1934                    | 1941                    | 118 | 71  | 13  | 34  | 290  | 152 | 60,17 | 2 Copa do Rei |
| Juan Armet                | Espanha             | 1941                    | setembro de 1943        | 46  | 23  | 7   | 16  | 96   | 72  | 50,00 | |
| Ramón Encinas             | Espanha             | stembro de 1943         | maio de 1945            | 84  | 45  | 15  | 24  | 199  | 126 | 53,57 | |
| Jacinto Quincoces         | Espanha             | maio de 1945            | março de 1946           | 35  | 18  | 10  | 7   | 70   | 37  | 51,43 | 1 Copa do Rei |
| Baltasar Albéniz          | Espanha             | maio de 1946            | abril de 1947           | 35  | 18  | 5   | 12  | 82   | 66  | 51,43 | 1 Copa do Rei |
| Jacinto Quincoces         | Espanha             | abril de 1947           | janeiro de 1948         | 17  | 5   | 4   | 8   | 32   | 41  | 29,41 | |
| Michael Keeping           | Inglaterra          | janeiro de 1948         | outubro de 1950         | 82  | 37  | 20  | 25  | 192  | 153 | 45,12 | 1 Copa Eva Duarte |
| Baltasar Albéniz          | Espanha             | outubro de 1950         | março de 1951           | 16  | 7   | 2   | 7   | 41   | 37  | 43,75 | |
| Héctor Scarone            | Uruguai             | março de 1951           | abril de 1952           | 48  | 25  | 10  | 13  | 113  | 73  | 52,08 | |
| Juan Antonio Ipiña        | Espanha             | abril de 1952           | maio de 1953            | 34  | 21  | 2   | 11  | 82   | 57  | 61,76 | |
| Enrique Fernández         | Uruguai             | maio de 1953            | 10 de dezembro de 1954  | 50  | 31  | 8   | 11  | 126  | 60  | 62,00 | 1 La Liga |
| José Villalonga           | Espanha             | 10 de dezembro de 1954  | junho de 1957           | 105 | 66  | 14  | 25  | 269  | 141 | 62,86 | 2 La Liga 2 Liga dos Campeões |
| Luis Carniglia            | Argentina           | junho de 1957           | 19 de fevereiro de 1959 | 68  | 48  | 11  | 9   | 178  | 58  | 70,59 | 1 La Liga 1 Liga dos Campeões |
| Miguel Muñoz              | Espanha             | 21 de fevereiro de 1959 | 13 de abril de 1959     | 9   | 5   | 2   | 2   | 31   | 9   | 55,56 | |
| Luis Carniglia            | Argentina           | 13 de abril de 1959     | julho de 1959           | 13  | 8   | 1   | 4   | 28   | 16  | 61,54 | 1 Liga dos Campeões |
| Manuel Fleitas            | Paraguai            | julho de 1959           | 12 de abril de 1960     | 33  | 23  | 4   | 6   | 109  | 42  | 69,70 | |
| Miguel Muñoz              | Espanha             | 13 de abril de 1960     | 15 de janeiro de 1974   | 595 | 352 | 126 | 117 | 1194 | 553 | 59,16 | 9 La Liga 2 Copa do Rei 2 Liga dos Campeões 1 Copa Intercontinental                                                                              |
| Luis Molowny              | Espanha             | 15 de janeiro de 1974   | maio de 1974            | 23  | 13  | 2   | 8   | 49   | 26  | 56,52 | 1 Copa do Rei |
| Miljan Miljanić           | Iugoslávia · Sérvia | maio de 1974            | 7 de setembro de 1977   | 134 | 67  | 36  | 31  | 231  | 150 | 50,00 | 2 La Liga 1 Copa do Rei |
| Luis Molowny              | Espanha             | 7 de setembro de 1977   | junho de 1979           | 90  | 51  | 24  | 15  | 196  | 94  | 56,57 | 2 La Liga |
| Vujadin Boškov            | Iugoslávia · Sérvia | junho de 1979           | 29 de março de 1982     | 139 | 80  | 31  | 28  | 249  | 136 | 57,55 | 1 La Liga 1 Copa do Rei |
| Luis Molowny              | Espanha             | 29 de março de 1982     | 30 de junho de 1982     | 6   | 4   | 1   | 1   | 11   | 7   | 66,67 | 1 Copa do Rei |
| Alfredo Di Stéfano        | Argentina           | 1 de julho de 1982      | 22 de maio de 1984      | 108 | 63  | 23  | 22  | 192  | 113 | 58,33 | |
| Amancio Amaro             | Espanha             | 22 de maio de 1984      | 16 de abril de 1985     | 47  | 19  | 13  | 15  | 69   | 52  | 40,43 | |
| Luis Molowny              | Espanha             | 16 de abril de 1985     | 30 de junho de 1986     | 61  | 39  | 7   | 15  | 137  | 67  | 63,93 | 1 La Liga 1 Copa da Liga 2 Liga Europa |
| Leo Beenhakker            | Países Baixos       | 1 de julho de 1986      | 30 de junho de 1989     | 169 | 107 | 40  | 22  | 357  | 158 | 63,31 | 3 La Liga 1 Copa do Rei 2 Supercopa da Espanha                                                                                                   |
| John Toshack              | País de Gales       | 1 de julho de 1989      | 19 de novembro de 1990  | 64  | 41  | 15  | 8   | 161  | 56  | 64,06 | 1 La Liga |
| Alfredo Di Stéfano        | Argentina           | 21 de novembro de 1990  | 22 de março de 1991     | 21  | 9   | 3   | 9   | 32   | 22  | 42,86 | 1 Supercopa da Espanha |
| Radomir Antić             | Iugoslávia · Sérvia | 22 de março de 1991     | 27 de janeiro de 1992   | 39  | 27  | 6   | 6   | 84   | 32  | 69,23 | |
| Leo Beenhakker            | Países Baixos       | 27 de janeiro de 1992   | 29 de junho de 1992     | 28  | 14  | 7   | 7   | 47   | 27  | 50,00 | |
| Benito Floro              | Espanha             | 1 de julho de 1992      | 7 de março de 1994      | 92  | 52  | 21  | 19  | 165  | 90  | 56,52 | 1 Copa do Rei 1 Supercopa da Espanha |
| Vicente del Bosque        | Espanha             | 7 de março de 1994      | 30 de junho de 1994     | 12  | 5   | 2   | 5   | 24   | 23  | 41,67 | |
| Jorge Valdano             | Argentina           | 1 de julho de 1994      | 21 de janeiro de 1996   | 78  | 39  | 17  | 22  | 142  | 87  | 50,00 | 1 La Liga |
| Vicente del Bosque        | Espanha             | 21 de janeiro de 1996   | 24 de janeiro de 1996   | 1   | 1   | 0   | 0   | 5    | 0   | 100   | |
| Arsenio Iglesias          | Espanha             | 24 de janeiro de 1996   | 29 de maio de 1996      | 21  | 11  | 4   | 6   | 33   | 22  | 52,38 | |
| Fabio Capello             | Itália              | 1 de julho de 1996      | 24 de junho de 1997     | 48  | 31  | 12  | 5   | 96   | 41  | 64,58 | 1 La Liga |
| Jupp Heynckes             | Alemanha            | 25 de junho de 1997     | 28 de maio de 1998      | 53  | 26  | 15  | 12  | 92   | 55  | 49,06 | 1 Supercopa da Espanha 1 Liga dos Campeões |
| José Antonio Camacho      | Espanha             | 17 de junho de 1998     | 9 de julho de 1998      | 0   | 0   | 0   | 0   | 0    | 0   | —     | |
| Guus Hiddink              | Países Baixos       | 15 de julho de 1998     | 23 de fevereiro de 1999 | 34  | 19  | 4   | 11  | 73   | 48  | 55,88 | 1 Copa Intercontinental |
| John Toshack              | País de Gales       | 24 de fevereiro de 1999 | 17 de novembro 1999     | 37  | 19  | 9   | 9   | 73   | 62  | 51,35 | |
| Vicente del Bosque        | Espanha             | 17 de novembro de 1999  | 23 de junho de 2003     | 233 | 127 | 56  | 50  | 461  | 267 | 54,51 | 2 La Liga 1 Supercopa da Espanha 2 Liga dos Campeões 1 Supercopa da UEFA 1 Copa Intercontinental                                                 |
| Carlos Queiroz            | Portugal            | 25 de junho de 2003     | 24 de julho de 2004     | 59  | 34  | 11  | 14  | 113  | 76  | 57,63 | 1 Supercopa da Espanha |
| José Antonio Camacho      | Espanha             | 25 de julho de 2004     | 20 de setembro de 2004  | 6   | 4   | 0   | 2   | 7    | 5   | 66,67 | |
| Mariano García Remón      | Espanha             | 20 de setembro de 2004  | 30 de dezembro de 2004  | 20  | 12  | 4   | 4   | 37   | 18  | 60,00 | |
| Vanderlei Luxemburgo      | Brasil              | 30 de dezembro de 2004  | 4 de dezembro de 2005   | 45  | 28  | 7   | 10  | 83   | 45  | 62,22 | |
| Juan Ramón López Caro     | Espanha             | 4 de dezembro de 2005   | 1 de junho de 2006      | 24  | 12  | 9   | 3   | 41   | 25  | 50,00 | |
| Fabio Capello             | Itália              | 5 de julho de 2006      | 28 de junho de 2007     | 50  | 28  | 12  | 10  | 91   | 55  | 56,00 | 1 La Liga |
| Bernd Schuster            | Alemanha            | 9 de julho de 2007      | 9 de dezembro de 2008   | 75  | 44  | 9   | 22  | 156  | 100 | 58,67 | 1 La Liga 1 Supercopa da Espanha |
| Juande Ramos              | Espanha             | 9 de dezembro de 2008   | 1 de junho de 2009      | 27  | 18  | 1   | 8   | 53   | 34  | 66,67 | |
| Manuel Pellegrini         | Chile               | 2 de junho de 2009      | 26 de maio de 2010      | 48  | 36  | 5   | 7   | 119  | 48  | 75,00 | |
| José Mourinho             | Portugal            | 31 de maio de 2010      | 1 de junho de 2013      | 178 | 128 | 28  | 22  | 475  | 168 | 71,91 | 1 La Liga 1 Copa do Rei 1 Supercopa da Espanha                                                                                                   |
| Carlo Ancelotti           | Itália              | 25 de junho de 2013     | 25 de maio de 2015      | 119 | 89  | 14  | 16  | 323  | 103 | 74,79 | 1 Copa do Rei 1 Liga dos Campeões 1 Supercopa da UEFA 1 Copa do Mundo de Clubes                                                                  |
| Rafael Benítez            | Espanha             | 3 de junho de 2015      | 4 de janeiro de 2016    | 25  | 17  | 5   | 3   | 69   | 22  | 68,00 | |
| Zinédine Zidane           | França              | 4 de janeiro de 2016    | 31 de maio de 2018      | 149 | 104 | 29  | 16  | 393  | 160 | 69,80 | 1 La Liga 1 Supercopa da Espanha 3 Liga dos Campeões 2 Supercopa da UEFA 2 Copa do Mundo de Clubes                                               |
| Julen Lopetegui           | Espanha             | 12 de junho de 2018     | 29 de outubro de 2018   | 14  | 6   | 2   | 6   | 21   | 20  | 42,86 | |
| Santiago Solari           | Argentina           | 30 de outubro de 2018   | 11 de março de 2019     | 32  | 22  | 2   | 8   | 71   | 37  | 68,75 | 1 Copa do Mundo de Clubes |
| Zinédine Zidane           | França              | 11 de março de 2019     | 27 de maio de 2021      | 114 | 69  | 25  | 20  | 207  | 104 | 60,53 | 1 Supercopa da Espanha 1 La Liga |
| Carlo Ancelotti           | Itália              | 1 de junho de 2021      | 24 de maio de 2025      | 234 | 164 | 34  | 36  | 524  | 246 | 74,93 | 2 La Liga 1 Copa do Rei 2 Supercopa da Espanha 2 Liga dos Campeões 2 Supercopa da UEFA 1 Copa do Mundo de Clubes 1 Copa Intercontinental da FIFA |
| Xabi Alonso               | Espanha             | 25 de maio de 2025      | Presente                | 6   | 4   | 1   | 1   | 11   | 8   | 75,00 | |